# Битка при Фардикамбос
Битката при Фардикамбос (на гръцки: Μάχη του Φαρδύκαμπου), известна и като Битката при Бугази (Μάχη στο Μπουγάζι), е сблъсък между Гръцката народна освободителна армия (ЕЛАС), въоръжената структура на прокомунистическия Народоосвободителен фронт (ЕАМ) от гръцката съпротива и италиански части по време на Окупацията на Гърция, станал на 4 март – 16 март 1943 година. Битката се отличава със спонтанното и мащабно участие на местното население, както и на участници от други съпротивителни групи, включително десните конкуренти на ЕЛАС от Общогръцката освободителна организация (ПАО). Тридневната битка започва с успешна засада на италианска транспортна колона на 4 март 1943 година. Италианският батальон, разположен като гарнизон в близкия град Гревена, идва на помощ на колоната, но е спрян преди град Сятища от гръцките партизански сили. Гръцките сили продължават да нарастват, тъй като офицери от запаса и обикновени цивилни се стичат като доброволци, достигайки сила от около 2000 души. До падането на нощта на 5 март италианският батальон е обкръжен от гърците и след непрекъснати атаки на следващия ден е принуден да се предаде в нощта на 6 срещу 7 март. Много оръжия и припаси, включително полева артилерия, падат в гръцки ръце и над 550 италиански войници стават военнопленници. Битката води до освобождаването на Гревена от италианска окупация няколко седмици по-късно и е основен знак за растежа на гръцкото партизанско движение и краха на италианското господство над гръцката провинция.

## Предистория
На 6 април 1941 година, след неуспешната италианска инвазия, започнала през октомври 1940 година, Германия нахлува в Гърция през България и Югославия. Гръцката столица Атина пада на 27 април и до юни, след превземането на Крит, цяла Гърция е под окупация на Оста. По-голямата част от страната е оставена на италианските сили, докато България анексира Североизточна Гърция, а германските войски окупират стратегически най-важните области. Установено е колаборационистко правителство, но неговият авторитет пред гръцкия народ е минимален, а контролът му върху страната е компрометиран от окупационните власти, които създават мозайка от отделни юрисдикции. Още през есента на 1941 година са регистрирани първите признаци на съпротивително движение с атаки срещу изолирани жандармерийски участъци в Македония в Северна Гърция. Създаването на широкомащабни съпротивителни организации, най-вече доминирания от комунистите Народоосвободителен фронт (ЕАМ) и неговото военно крило, Гръцката народна освободителна армия Гръцка народна освободителна армия (ЕЛАС), които се развиват бързо в 1942 година, започват да предизвикват не само органите на колаборационисткото правителство, но и италианските окупационни войски.
На 29 януари 1943 година партизаните на ЕЛАС навлизат в македонския град Сятища, нападат местната жандармерийска станция и я разпускат. Лейтенант Томас Венецанопулос и още десет жандармеристи дори се присъединяват към силите на ЕЛАС. Така Сятища става първият освободен град в окупирана Гърция. Няколко дни по-късно силите на ЕЛАС се сблъскват с рота на италианската армия край село Снихово. В резултат на това италианците предприемат репресии срещу цивилното население: в столицата на провинцията Гревена италианският батальон екзекутира седем цивилни, докато кавалерийският полк „Ланчиери ди Аоста“ изгаря села в района на планината Камбуница.

## Ход на битката
Битката се състои от две различни, но свързани битки: засада на 4 март при прохода Вигла на италианска транспортна колона, последвана от втората и основна битка при Фардикамбос на 5 – 6 март срещу италианския гарнизон на Гревена, който тръгва да помогне на транспортната колона.

### 4 март
На 4 март силите на ЕЛАС от Сятища, подсилени с резервни членове на ЕЛАС от околните села, общо около 200 – 250 мъже, нападат от засада италиански конвой, който се насочва към Гревена от Корча през Лерин (Флорина) и Кожани (Козани). Засадата е извършена в тесния пролом Бугази между планините Синяк (Синяцико) на север и Червена гора (Вуринос) на юг, на място, известно като Вигла, на около 3 km югоизточно от Сятища. Партизаните са въоръжени с ловни пушки и остарели пушки „Гра“, брадви и ножове, но успяват да унищожат първия и деветия камион с началния си залп, хващайки по-голямата част от конвоя в капан; само десетият камион, в тила на колоната, успява да обърне и да избяга. Битката продължава три часа и приключва, когато партизаните влизат в ръкопашен бой, след което италианците се предават. От 180 италианци в конвоя 15 са убити и 34 са ранени, които са предадени на представители на Червения кръст. Останалите са взети в плен. Партизаните имат само трима леко ранени. Камионите, пет от които са в изправност, съдържат големи количества храна, една минохвъргачка, една тежка и десет леки картечници, както и пушки и боеприпаси.
Междувременно, когато конвоят закъснява да пристигне в Гревена, местният командир Пероне Пасконели изпраща група с четири камиона да го търси. Отрядът е спрян от набързо събрани резерви на ЕЛАС, състоящи се предимно от стари мъже и много млади момчета, на Янковския мост на река Бистрица (Алиакмонас). В резултат на това рано следобед на помощ на конвоя тръгва останалата част от гарнизона на Гревена, общо 600 мъже, оставяйки след себе си само слаба охрана. Настъпването на нощта принуждава италианците да спрат на мястото на по-ранната схватка близо до село Агиос Георгиос (Чурхли), докато ЕЛАС мобилизира всички налични хора от Богатско (Вогацико), Цотили и Неаполи (Ляпчища). На помощ се стичат и жители на Сятища и съседните села и гръцката сила става около 600 мъже. Сред хората, стекли се за участие в битката, има и много редовни и резервни офицери, които не са членове на ЕЛАС; някои дори са членове на десни организации като ЕКА. Въпреки това, командването на ЕЛАС ги приветства и им възлага различни командвания. Същото се случва и с близките части на жандармерията, които се стичат в битката, включително целия гарнизон на жандармерията на Сервия с командир Хараламбос Куталакис, както и охраната, поставена от германците на моста на Бистрица.

### 5 март
Сутринта на 5 март италианците успяват да преминат Янковския моста на Бистрица и да стигнат до пролома, където техният снабдителен конвой е заловен. Около обяд италианците се прегрупират на място близо до кръстовищата на пътищата от Кожани, от Гревена и от Костур, където имаше много обработваеми ниви и лози, известни като Фардикамбос (в превод Широко поле). Следобед италианците атакуват партизанските позиции на височините южно от Сятища, използвайки трите планински оръдия, които са донесли със себе си. Въпреки тежката съпротива, италианците напредват решително, достигайки покрайнините на долната махала на Сятища Герания. В този момент ръководството на ЕЛАС решава да заобиколи италианците, като изпраща един отряд, под командването на Тасианопулос, Скотидас и Фотинос, да ги атакува от запад, докато 25 мъже от село Полилако (Кинам), под командването на втори лейтенант Димитриос Папаганопулос, прекосяват Бистрица с плуване и атакуват командния пункт на италианския батальон. В същото време отрядът на ЕЛАС от Гревена атакува италианския батальон от юг, принуждавайки го да отстъпи обратно към Фардикамбос. В един момент партизаните дори се доближават до палатката на италианския командир, но свечеряването налага край на битката.
Тъй като битката достигна критична фаза, местното ръководство на ЕАМ призовава пенсионирания армейски офицер и член на дясната Общогръцка освободителна организация (ПАО), майор Йоанис Кондонасиос, да поеме общото командване на партизанските сили. Кондонасиос, с капитан Атанасиос Дафнис като негов щабен офицер, установява своя щаб в манастира на село Микрокастро (Черушино) и нарежда пълното обкръжаване на италианската колона. През цялата нощ местните хора продължават да се стичат на бойното поле и до сутринта на 6 март гръцките сили, обкръжаващи италианците, наброяват над 2000 души.

### 6 март
На следващия ден местното население продължи да пристига на тълпи, за да стане свидетел на битката и да насърчи своите. По думите на Доминик Юдес:
| „ | ...можеха да се видят дълги колони от селяни, виещи се над планините към мястото. Някои от хълмовете бяха черни от хора; те прииждаха от всички посоки, от нивите си и от селата си, спонтанно, единодушно. Някои бяха напълно невъоръжени, без ножове и дори камъни; те бяха там просто защото не бяха успели да устоят да се присъединят към шествието. Що се отнася до тях, това беше селска демонстрация и те издаваха свирепи викове, които сееха паника в редиците на врага. Старите пушки „Гра“ загърмяха като минохвъргачки. Иззад всяка скала се надигаха викове. На италианците им беше невъзможно да преценят големината на силите, изправени срещу тях. Към края на сутринта слънцето напичеше здраво скалите, ослепителното слънце на гръцката пролет. В сектора, където врагът се беше окопал, нямаше вода. | “ |

Въпреки това италианците издържат през деня, отбивайки две съгласувани атаки на партизаните. Гръцките атаки са възпрепятствани от присъствието на италиански самолети, въпреки че много партизани прибягват до трика да постилат наметалата си върху камъни и да оставят италианските пилоти да ги обстрелват. Други италиански самолети хвърлят провизии с парашут, но много от тях се приземяват в ръцете на партизаните. Накрая, под натиска на партизаните, жаждата и глада, към вечерта майор Пасконели се явява пред лейтенант от резерва Димитрис Зигурас – Палеологос и се предава. Конят му без ездач препуска в посока Гревена, където пристигна рано на следващия ден и така донася на останалите италиански войници там новината за бедствието.
Битката продължава 52 часа. Според официалното комюнике, издадено от местния щаб на ЕЛАС, партизаните пленяват 17 офицери и 432 други чинове, от които 45 ранени; партизаните обявяват, че има 20 загинали италианци. Пленени са 3 75-mm планински оръдия с 300 снаряда, 3 моторни превозни средства, 57 мулета и 3 пълнителя, 4 малки минохвъргачки, 500 пушки, 30 пистолета, 8 тежки картечници, 32 картечници, всички с много боеприпаси. Гръцките загуби са 3 убити и 10 ранени от партизаните и 1 убит и 3 ранени от цивилното население. Около 4000 войници, изпратени от 36-та пехотна дивизия „Форли“ в Лариса, за да помогнат, след като пристигат в Сервия вечерта на 5 март, подпалват града като отмъщение.
Пленниците са отведени до Сятища, където на италианския майор е позволено да се обади на италианския главнокомандващ в Гърция, генерал Карло Джелозо, за да докладва за предаването си „на партизански сили, превъзхождащи нашите“. По настояване на Палеологос майорът се обажда втори път, за да предупреди, че безопасността на пленниците не може да бъде гарантирана, ако някой италиански самолет или военна част се приближи до Сятища. Въпреки това, няколко дни по-късно се появява италиански самолет и хвърля бомба, която обаче падна извън града без да причини щети. Италианците в крайна сметка бяха отведени в лагер за военнопленници в Пендалофос (Жупан), където остават през следващите 18 месеца.
Общите италиански загуби в тридневната битка според Палеологос са 95 убити и 644 пленени (включително 79 ранени), докато други източници изчисляват общия брой на пленените на 553 (17 офицери и 536 други чинове).

## Последствия
Битката е най-важната битка в бързо развиващото се гръцко партизанско движение. Две седмици по-късно, на 21 март, друг италиански батальон тръгва от Лариса към Гревена, като се сблъсква с партизаните по пътя, но достига целта си и успява да евакуира останалия италиански гарнизон. Гревена е изоставена завинаги и става един от първите освободени градове в окупираната от Оста част на Европа. На 25 март, годишнината от обявяването на гръцката независимост, войските на ЕЛАС преминават през града и са благословени от митрополит Гервасий Гревенски. Победата също значително повишава духа  на населението в региона и имиджа на ЕЛАС, която също така за първи път се сдобива с артилерия. През следващите месеци ефективната сила на ЕЛАС в Западна Македония нараства от около 50 на 2000 души.
Със засилването на гръцкото въоръжено съпротивително движение, италианските окупационни сили се съкращават значително: още на 12 март италианците евакуират Кардица и я изоставят под контрола на ЕЛАС, а на 22 април, италианците изоставят Мецово, жизненоважен комуникационен възел между източна и западна Гърция. Това изтегляне не винаги е мирно – на 12 март италианска моторизирана колона унищожава село Царицани, изгаряйки 360 от 600-те къщи и разстрелвайки 40 цивилни – но то води до създаването на свободни зони в голяма част от вътрешността на Гърция; на 16 април италиански доклад отбелязва, че „контролът в североизточната, централната и югозападната част на Гърция остава много несигурен, да не кажем несъществуващ“.